# Séquence conservée
En biologie de l'évolution, les séquences conservées sont des séquences d'acides nucléiques (ADN et ARN) ou d'acide aminés  identiques ou similaires au sein d'un génome (on parle alors de séquences paralogues) ; à travers les espèces (on parle alors de séquences orthologues), ou bien encore entre un taxon donneur et un taxon récepteur (on parle alors de séquences xénologues). La conservation indique qu'une séquence a été maintenue par la sélection naturelle.
Une séquence fortement conservée est une séquence qui est restée relativement similaire le long de l'arbre phylogénétique, donc depuis assez longtemps dans le temps géologique. Les ARN ribosomaux, qui sont présents dans tous les domaines du vivant ; les séquences homéoboxes, qui sont répandues parmi les eucaryotes et l'ARNt chez les bactéries, sont des exemples de séquences fortement conservées. L'étude de la conservation des séquences est à cheval sur les domaines de la génomique, de la protéomique, de la biologie évolutive, de la phylogénétique, de la bioinformatique et des mathématiques .

## Historique
La découverte du rôle de l'ADN dans l'hérédité et les observations par Frederick Sanger de différences entre les gènes de l'insuline de différentes espèces animales en 1949 ont incité les premiers biologistes moléculaires à étudier la taxonomie d'un point de vue moléculaire, . Des études dans les années 1960 ont utilisé des techniques d'hybridation de l'ADN et de réactivité croisée des protéines pour mesurer la similitude entre des protéines orthologues connues, comme l'hémoglobine ou le cytochrome C. En 1965, Emile Zuckerkandl et Linus Pauling ont introduit le concept de l' horloge moléculaire , proposant que l'utilisation de taux constants de remplacement des acides aminés pourrait permettre d'estimer le temps écoulé depuis la divergence (en) de deux organismes. Alors que les phylogénies initiales correspondaient aux archives fossiles, les observations selon lesquelles certains gènes semblaient évoluer à des rythmes différents ont conduit au développement des théories de l'évolution moléculaire  . La comparaison par Margaret Dayhoff en 1966 des séquences de ferrodoxine a montré que la sélection naturelle conserve et optimise des séquences protéique essentielles à la vie.

## Mécanismes
Les séquences d'acides nucléiques dans un génome peuvent progressivement changer au cours du temps à cause de mutations et de délétions aléatoires,. Les séquences peuvent également se recombiner ou être supprimées lors de réarrangements chromosomiques. Les séquences conservées sont des séquences qui persistent dans le génome malgré ces différents évènements, et ont des taux de mutation plus faible que celui attendu aléatoirement.
La conservation peut concerner des séquences d'acides nucléiques codantes et non codantes. Les séquences d'ADN hautement conservées sont considérées par hypothèse comme ayant un rôle fonctionnel, quoique ce rôle soit mal compris pour de nombreuses séquences d'ADN non codantes fortement conservées,. La mesure dans laquelle une séquence est conservée peut varier en fonction de la pression de sélection, de sa robustesse à la mutation, de la taille de la population et de la dérive génétique. De nombreuses séquences fonctionnelles, comme les domaines protéiques, sont modulaires, et contiennent ainsi des régions qui peuvent être soumises à des pressions de sélection indépendantes.